# Casas de Millán
Casas de Millán es un municipio español, en la provincia de Cáceres, comunidad autónoma de Extremadura.

## Límites del término municipal
Casas de Millán limita con:
- Mirabel al noreste;
- Cañaveral al noroeste y oeste;
- Hinojal, Talaván y Monroy al sur;
- Serradilla al este.

## Historia
A la caída del Antiguo Régimen la localidad se constituye en municipio constitucional en la región de Extremadura, partido judicial de Garrovillas que en el censo de 1842 contaba con 350 hogares y 1917 vecinos.

## Patrimonio

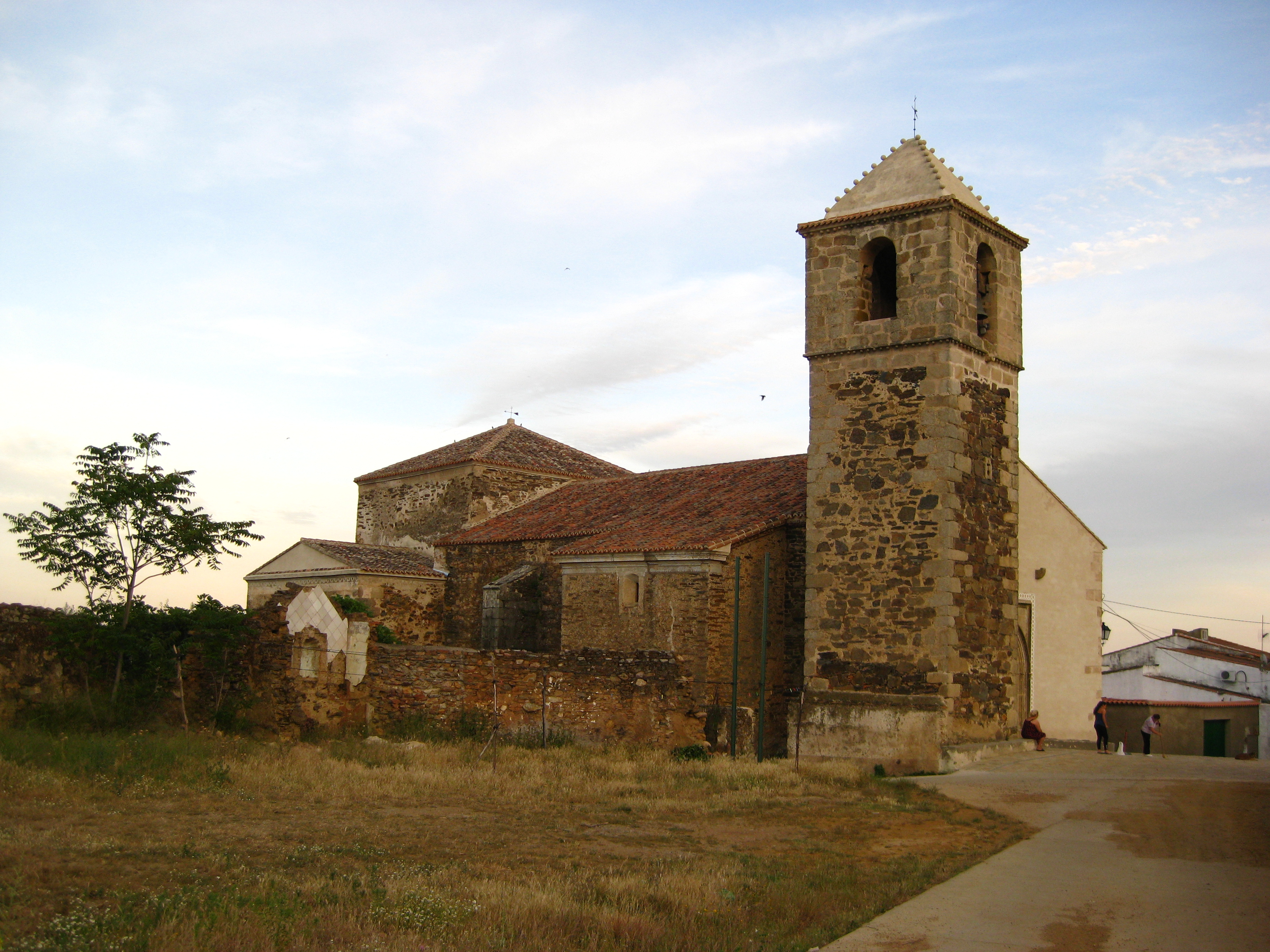
Iglesia de San Nicolás de Bari. Junio de 2012

Casas de Millán cuenta con los siguientes monumentos:
- Casa del marqués de Siete Iglesias;
- Pilastra hispanovisigótica;
- Iglesia parroquial católica bajo la advocación de San Nicolás de Bari, en la archidiócesis de Mérida-Badajoz, diócesis de Plasencia, arciprestazgo de Mirabel;[6]
- Ermita de San Sebastián;
- Ermita de San Ramón;
- Ermita de Nuestra Señora de Tebas.

Además, antes de mediados de siglo XX se encontraba en el término municipal de Casas de Millán la ermita predecesora de la ermita de Nuestra Señora del Río de Talaván.

## Cultura

### Heráldica
El escudo de Casas de Millán fue aprobado mediante la "Orden de 23 de julio de 1986, de la Consejería de la Presidencia y Trabajo, por la que se aprueba el Escudo Heráldico Municipal, para el Ayuntamiento de Casas de Millán (Cáceres)", publicado en el Diario Oficial de Extremadura el 5 de agosto de 1986, luego de aprobar el expediente el pleno del ayuntamiento el 28 de febrero de 1986 y emitir informes favorables la Real Academia de la Historia el 27 de junio y la Diputación Provincial de Cáceres el 17 de julio. El escudo se define oficialmente así:

De plata, un escusón de gules, cargado de castillo de oro, mazonado de sable, almenado y aclarado de azur, sostenido de ondas de plata y azur, surmontados sus torrejones de sendas ramas de sinople y acolado el escusón - no el escudo - de una Cruz de Santiago. Al timbre, Corona Real cerrada.

### Fiestas locales
En Casas de Millán se celebran las siguientes fiestas locales:
- San Sebastián y San Sebastianino, el 20 y 21 de enero;
- San Blas, 2 y 3 de febrero;
- Romería de Tebas, el tercer domingo de mayo;
- Fiestas populares de septiembre, el fin de semana más próximo al 8 de septiembre.

### Gastronomía
En la gastronomía de Casas de Millán destacan diversas sopas y caldos como la sopa de tomate, la de patatas, el potaje, la macarraca, el escabeche, el gazpacho, el moje de huevo y el moje de peces. También destacan productos de la caza como la perdiz estofada, los escabeches de conejo y de perdiz, el tomate frito con carne o el estofado con carne de jabalí.
Otros productos gastronómicos típicos del pueblo son los derivados del cerdo, que se elaboran al celebrarse la matanza, tales como chorizos, lomos, morcillas, patateras o bofes. También derivan del cerdo, por ejemplo, el hígado con arroz, las sopas con trozos de hígado, la chanfaina o el bondongo.
En cuanto a los dulces, destacan entre otros las perrunillas, los rizos, los orejones de miel, los roscones, los huesillos, las magdalenas, los coquigüelos, las rosetas (no confundir con floretas, aunque muy similares) y las roscas.

### Coquigüelos
Merecen una mención aparte. Los coquigüelos son típicos y se pueden considerar exclusivos de la gastronomía de Casas de Millán (y de más pueblos de la zona, con nombres como pestiños coquillos etc). La receta original sólo la ha conservado una familia a finales del siglo XX y desde entonces nadie más sabe reproducirla. Otras versiones que pudieran utilizar la denominación de coquigüelos como las versiones industriales, o las que se puedan mencionar en pueblos vecinos, no son exactamente el mismo dulce y en algunos casos es completamente diferente. Algunos se atreven a compararlos con los Pestiños, pero son completamente distintos y es un error confundirlos: el resultado no es duro ni crujiente como estos, pues se deshace fácilmente en la boca, ni queda bañado en miel, pues luego se escurren hasta poder servirse casi completamente secos.

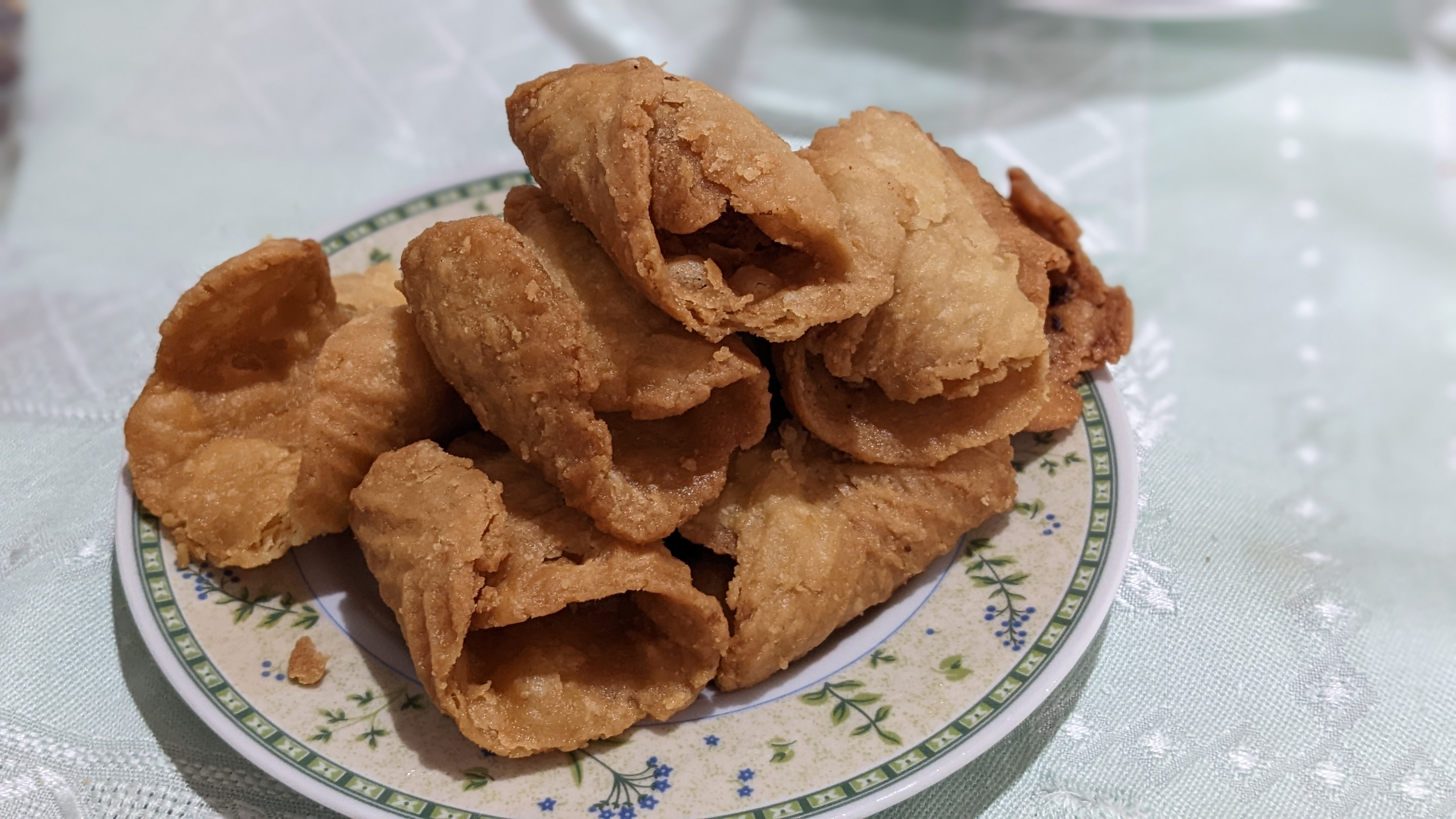
Coquigüelos. Dulce típico de Casas de Millán

## Demografía
Casas de Millán cuenta con una población de 564 habitantes (INE 2024).
| Gráfica de evolución demográfica de Casas de Millán entre 1842 y 2021                                               |
| |
| Población de derecho según los censos de población del INE Población de hecho según los censos de población del INE |